# Epirhyssa porteri
Epirhyssa porteri là một loài tò vò trong họ Ichneumonidae.